# 다중화 (시스템)

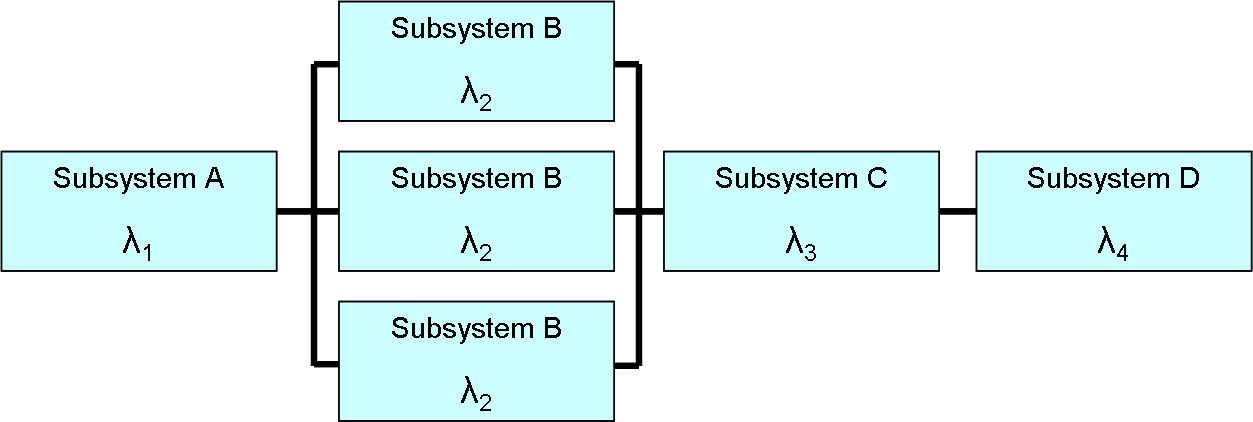
부분시스템 "B"를 삼중화한 시스템

다중화(redundancy), 중복성 또는 고가용성은 공학 및 시스템 이론에서, 핵심 구성요소나 기능을 복제하여 '시스템의 신뢰성'을 높이는 것이다. 일반적으로 백업이나 안전장치의 형태로 구성되거나 GNSS 수신기 또는 멀티스레드 처리의 경우처럼 '시스템 성능 개선'을 목적으로 한다. 어떠한 장애 또는 고장이 발생했을 경우에 대비하여, 고장 이후에도 시스템 전체의 기능을 계속 유지하도록 예비용 백업 장치를 평상시부터 준비함으로써 서비스의 중단 또는 정지를 막는 것이다. 엄밀한 의미에서는 예비 1개를 두면 이중화, 예비 2개를 두면 삼중화이지만, 흔히 다중화를 이중화라고도 한다.
항상 실제로 가용한 상태를 유지하며, 사용하고 있는 시스템에 장애가 생겼을 때에 순간적으로 전환할 수 있는 구조이다. 장애에 의해서 시스템이 본래의 기능을 잃으면, 인명이나 재산상 피해를 입거나 기업활동에 큰 타격을 받게 되기 때문에 다중화 장치는 필수 요소가 되고 있다.

## 같이 보기
- 장애 허용 시스템
- 가용성